# Dél-Afrika hadereje
A Dél-afrikai Köztársaság hadereje (hivatalosan Dél-afrikai Nemzeti Védelmi Erő) a szárazföldi erőkből, a légierőből és a haditengerészetből áll.

## Fegyveres erők létszáma
- Aktív: 60 000 fő (Dél-afrikai Nemzeti Védelmi Erők)
- Tartalékos: 73 450 fő (territoriális erők: 56 300 fő)

## Szárazföldi erők
Létszám: 40 300 fő
Állandó erők:
- 1 páncélos zászlóalj
- 1 gépesített zászlóalj
- 16 gyalogos zászlóalj
- 1 tüzér osztály
- 3 műszaki zászlóalj

Tartalékos erők:
- 8 páncélos zászlóalj
- 28 gyalogos zászlóalj
- 7 tüzér osztály
- 4 műszaki zászlóalj

Territoriális erők:
- 183 zászlóalj

Felszerelés:
- 168 db harckocsi* 240 db felderítő harcjármű
- 1200 db páncélozott gyalogsági harcjármű
- 970 db páncélozott szállító jármű
- 183 db tüzérségi löveg: 140 db vontatásos, 43 db önjáró

## Légierő

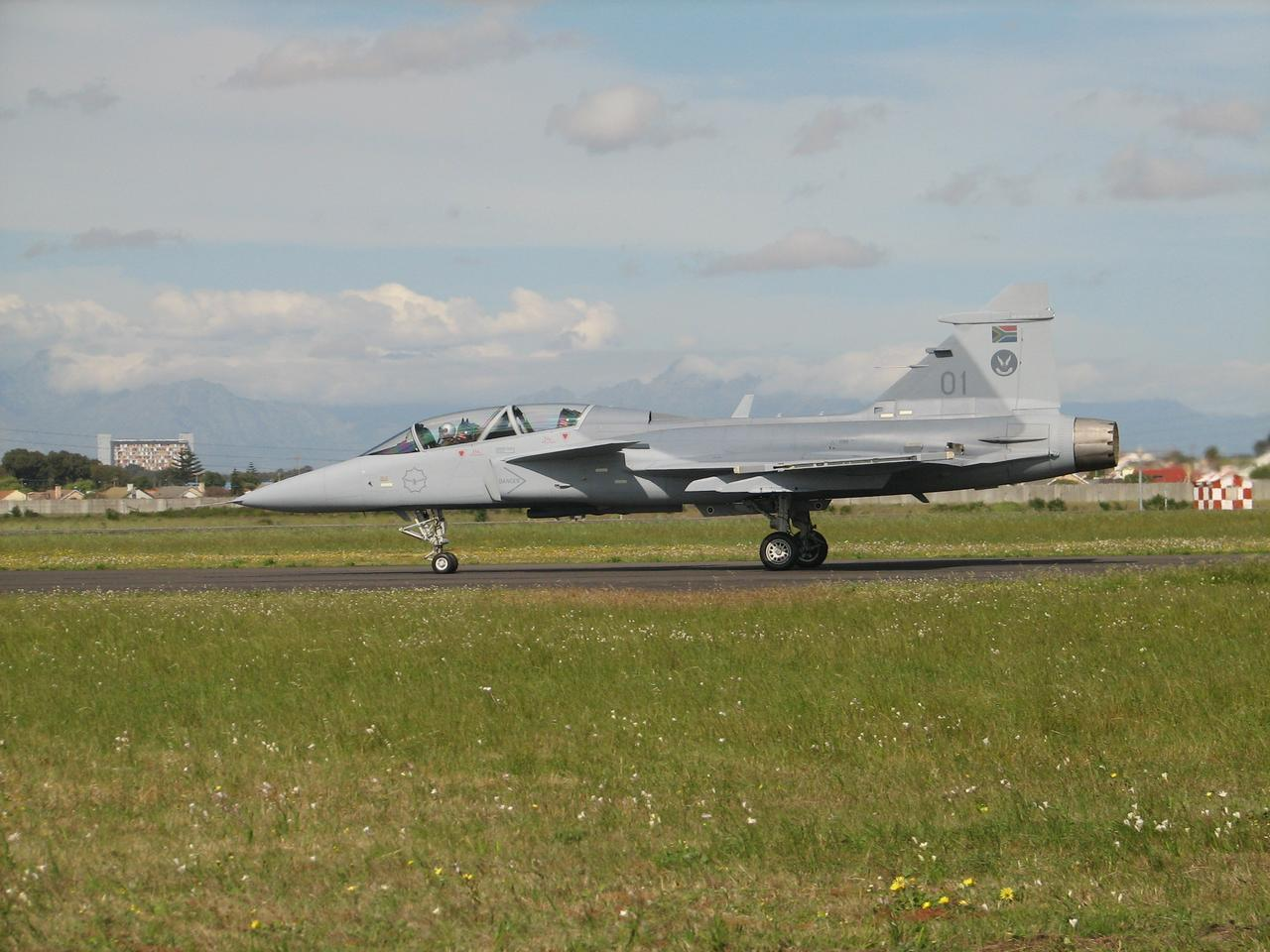
Dél-afrikai Gripen Fokvárosban.

Létszám: 9300 fő
Állomány:
- 2 vadászrepülő század
- 5 szállító repülő század
- 1 légi utántöltő század

Felszerelés:
- 7 db harci repülőgép (Gripen)
- 69 db szállító repülőgép
- 5 db légi utántöltő repülőgép
- 12 db harci helikopter (Rooivalk)
- 73 db szállító helikopter

## Haditengerészet
Létszám: 5000 fő
Hadihajók:
- 3 db tengeralattjáró
- 4 db fregatt
- 7 db járőrhajó
- 42 db vegyes feladatú hajó